# Crow Butte

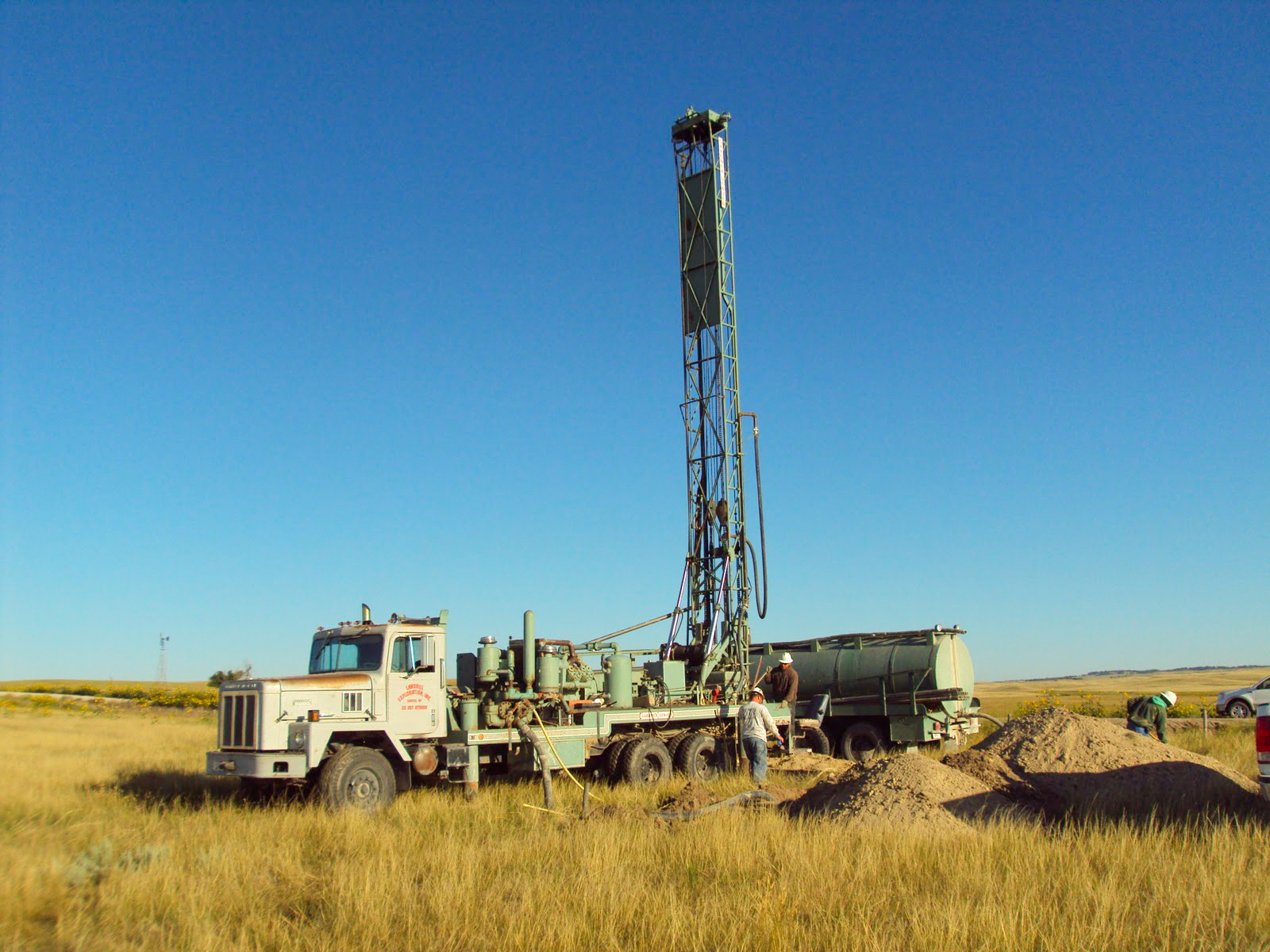
Forage de recherche d'uranium au Nebraska

Crow Butte est une mine d'uranium située à 6 km au sud-est de la ville de Crawford (Nebraska).
Crow Butte est la première mine d'uranium découverte et exploitée au Nebraska. Elle a été découverte en 1980, et l'extraction a commencé en avril 1991. Le propriétaire exploitant est la société Cameco. La mine a été fermée en 2018.